# برتا هلدینگ
برتا هلدینگ (انگلیسی: Beretta Holding) شرکت صنایع جنگ‌افزاری ایتالیایی است، که در سال ۱۹۹۵ تأسیس شد.